# 石川幸夫
石川 幸夫（いしかわ ゆきお、1952年3月 - ）は、日本の教育研究家、教育評論家、子育て評論家。

## 人物
東京都出身。

社会経験として信託銀行で電算室業務を経て教育界に転身、教育界に広がる「落ちこぼれ問題」から、幼児教育に興味を持ち、先駆者である水野茂一・阿部進が主宰する（株）東京こども教育センターへ入職、幼児から小学生低学年（シングルエイジ）指導について実践と研究を始める。その後、（株）七田チャイルドアカデミーの七田真氏と水野茂一氏らと共に「総合幼児教育研究会」を設立し、教員の指導を始める。日本の教育界の礎を築かれた方々から大きな影響、刺激を受けながら、独自に教育理論を追求し続け、揺るぎない教育歴と理論を持つ、幼児から小学生低学年における基礎教育の第一人者。
1997年に設立した（株）石川教育研究所の代表として、革新的な教育方法の開発と普及に努めており、算数指導用に独自開発した水道方式の教具「数タイル」や復唱型学習法「フラッシュカード」、そして書写・聴写・素読・音読などを重用した指導法、教育理論は「イシカワメソッド」と呼ばれ、教育界において評価と実績を誇っています。
大脳生理学や認知心理学の知見を教育に応用する先駆者でもあり、「7秒ハグ」を提唱し、親子間のコミュニケーションの重要性を強調していたり、研究者として常に多角的に教育理論をアップデートし教育現場に活用されています。
これまでに幼稚園、保育園、塾、私立学校など幅広い教育機関にノウハウを提供し、6万人を越える教育者の研修指導実績は、「教育者を育てる教育者」として信頼を得ており、その中でも幼児教育の必要性を訴え、その導入支援にも力を注いでいます。
教育専門誌「月刊私塾界」では「新・授業改革を目指して」を隔月連載中。執筆者の中では本誌最長の25年、連載期間更新中。また日々更新の教育ブログにて、最新の教育情報を約20年発信し続けており、自身も3人の息子を育て上げた半世紀にわたる教育実践と研究は、日本の教育界に影響を与え続けています。

## 略歴
1974年
- 大学卒業後、信託銀行 漢字情報処理室勤務。
- 北区教育委員会主催（後に北区文化財団主催）の音楽フェスティバル、通称オンフェスに音楽評論家として30年にわたり審査委員や審査委員長を歴任

1975年
- 幼児教育に興味を持ち、水野茂一氏・阿部進氏が主宰する（株）東京こども教育センターへ転職。小学部勤務とともに、学習指導及び教材開発を行う。

1984年
- （株）七田チャイルドアカデミーの七田眞氏と水野茂一氏らと共に「総合幼児教育研究会」を設立。全国組織「ナーサリー・小さなこども部屋」へ移動。教務の責任者として、教材開発・講師研修を行う。教務課長→教務次長、本部長へ。
- 教育実践では、多くの授業参加者を迎え入れ、法則化運動の向山洋一氏らも見学に訪れる。「総合幼児教育研究会」の講師として、全国の幼稚園・保育尾園から研修依頼が殺到する。

1993年
- （株）東京子ども教育センター教室研究所併設の、同藤が丘教室室長。幼稚園受験・小学校受験指導・0歳児教育を行う。男性の幼児教育社として広く知られるようになる。

1997年
- （株）東京子ども教育センター退社。
- 幼児教育の顧問としてヘッドハンティングされ、（株）全教研・吉備システム販売（株）などの共同出資で誕生した（株）三葉会に入社。
- 社長就任を要請されたが、本部が北九州であったため断念、（株）三葉会退社。

1998年
- (株)石川教育研究所設立、代表取締役社長に就任。幼児・小学生教材、教具の研究開発を行う。
- 学習塾アップルグループ設立
- 広く教育界・塾業界から幼児・小学生指導の第一人者として認められ、幼・保育園職員研修、塾長及び塾講師、私立中学高校の教育システムアドバイザーの学習指導研修を数多く手掛ける。

2000年　
- 埼玉県越谷市において、（株）石川教育研究所に併設、名称を“学習塾アップル”とし、研究実践の場として開設、対象は幼児、小学生とした当初は、小学４年生２名からスタート

2001年
- （株）石川教育研究所移転に伴い、学習塾アップルも草加市に移転。幼児から中学生までの児童、生徒が集まる。

2005年
- アップルの指導法「フラッシュカード」「素読」「書写」「聴写」「音読」などに注目が集まり、塾などの指導者の教室見学者が増加

2013年
- 週刊ポスト「キラキラネーム」の取材から教育評論家活動開始。[注釈 2][5]の取材から教育評論家活動開始。この記事をきっかけに、フジテレビ「とくダネ！」から取材を受け、テレビ出演の依頼が増える。

2015年
- (株)BNGパートナーズと（株）石川教育研究所の共同出資による「子育てマイスター協会」を設立 代表理事となる。
- 関東・関西・九州地区で子育てマイスターの育成が始まる。

2016年
- 子育てマイスター協会の全国展開が始まる。

2018年
- 「子育てマイスター協会」を代表理事辞任
- 幼児教育の重要性が広く教育界で認知されるようになり、アップルの教育実績等から、研究開発支援や、教育顧問の依頼が相次ぐ。

2023年
- 学習塾アップルを閉室。
- （株）石川教育研究所を千葉県流山市に移転。

## 講演実績
（株）全教研／名古屋私塾連盟／埼玉私塾協同組合／明徳中学高騰学校／共栄中学高等学校／ウイザス(第一教研）／野田塾／西塾／月刊私塾界／吉備学習システム販売（株）／興学社／プリンスジュニア各教室／七田チャイルドアカデミー／大島保育園／希望が丘保育園／西川口幼稚園／小山保育園／足利本状保育園／アソカ幼稚園／その他多数

## 研修実績
吉備システム販売（株）／ 七田チャイルドアカデミー加盟校 ／ 第一教研（現ウイザス）／ 野田塾 ／ 西塾 ／ 興学社 ／ 西川口幼稚園 ／ 小山保育園 ／ つくば保育園 ／ 希望が丘保育園 ／ 大島保育園 ／ アソカ幼稚園 ／ 足利本庄保育園 ／ ソフトバンク株式会社 本社社内起業研修企画「これからの教育」、他多数

## 監修
- アニマックス 「夏休み子どもたちに見せたいチャンネル」
- 総合地所株式会社 「ルネ世田谷千歳台AYUMIE」広告監修「学住近接のすゝめ」
- 株式会社 千趣会 ベルメゾンCM監修「Hotcott(R)（ホットコット）#7秒ハグ編」

## 連載・執筆
- 月刊私塾会 「新　授業改革を目指して」連載中　2025年1月号（525号）
- 月刊きらら 「数の学習1,2,3」
- 月刊リベラルタイム 「0歳から24歳までの教育費を無償に！」

## メディア

### テレビ
- 日本テレビ「スッキリ！！」「news every.」「リアル×ワールド」「スクール革命」（制作協力）
- TBSテレビ「あさチャン！」「いっぷく」「みのもんたの朝ズバッ！｣「新・情報7daysニュースキャスター」
- フジテレビ「とくダネ！」「ノンストップ」「バイキング」
- テレビ朝日「グッドモーニング」「モーニングバード」「ヤーヌス」「ワイド！スクランブル」「中居正広のミになる図書館」「アンタウオッチマン」
- テレビ東京「チャージ730！」
- 読売テレビ「ウェークアップ！ぷらす」[6]「情報ライブ ミヤネ屋」
- 毎日放送、名古屋テレビ　他

### ラジオ
- 東京FM「中西哲夫のクロノス」
- J-WAVE「TOKYO MORNIG RADIO」MC：別所哲也

### 雑誌
- 中日新聞、週刊紙「週刊ポスト」「女性セブン」「朝日芸能」など